# ونسان لو کلک
ونسان لو کلک (فرانسوی: Vincent Le Quellec‎؛ زادهٔ ۸ فوریهٔ ۱۹۷۵) دوچرخه‌سوار اهل فرانسه است.
وی در مسابقات کشوری و بین‌المللی در مجموع برندهٔ ۲ مدال طلا شده‌است.